# Oružane snage Nigera
Oružane snage Nigera (fra. Forces Armées Nigeriennes, FAN) su glavna vojna komponenta afričke države Niger. Osnovane su 1. kolovoza 1961., a njihov vrhovni zapovjednik je predsjednik Nigera. U novijoj povijesti ove države, vojne su vlasti tri puta vojnim udarom svrgnule vlast u državi, zadnji puta 2002. godine. Nikada nisu sudjelovale u otvorenom ratu sa stranom državom.
Broje oko 12.000 aktivnog osoblja i 5.000 rezervista.

### Unutarnje poveznice
- Oružane snage SAD-a
- Oružane snage Irana
- Oružane snage Brazila
- Oružane snage Saudijske Arabije